# 勝浦市立総野小学校
勝浦市立総野小学校（かつうらしりつ ふさのしょうがっこう）は、千葉県勝浦市蟹田にある公立小学校。

## 歴史
- 1874年（明治7年）4月 - 松野村に松野小学校、杉戸村に杉戸小学校、芳賀村に芳賀小学校を開校[1]
- 1882年（明治15年） - 芳賀小学校は大楠村へ移転し大楠小学校と改称する[1]
- 1888年（明治21年）4月 - 松野と杉戸を統合し育英尋常小学校とする[1]
- 1889年（明治22年） - 大楠尋常小学校が移転[1]
- 1902年（明治35年）6月 - 育英と大楠を統合し総野尋常高等小学校とする[1]
- 1941年（昭和16年）4月1日 - 国民学校令施行により総野国民学校となる
- 1947年（昭和22年）4月1日 - 学校教育法施行により総野村立総野小学校となる
- 1955年（昭和30年）2月11日 - 町村合併により勝浦町立総野小学校となる
- 1958年（昭和33年）10月1日 - 市制施行により勝浦市立総野小学校となる
- 1959年（昭和34年）3月 - 新校舎落成
- 1973年（昭和48年）7月 - 水泳プール完成
- 1980年（昭和55年）3月 - 体育館落成
- 1989年（平成元年）3月 - 新校舎落成
- 1989年（平成元年）4月 - 又新小学校と統合

## 通学区域
- 杉戸、松野、小松野、中倉、大楠、蟹田、芳賀、白井久保、佐野、市野郷、市野川、花里地域[2]

## 進学先中学校
- 勝浦市立勝浦中学校